# Tutup
Tutup is een bestuurslaag in het regentschap Blora van de provincie Midden-Java, Indonesië. Tutup telt 4790 inwoners (volkstelling 2010).